# Vittorio Alberto Storchi
INGEGNERE ARCHITETTO NASCE A CASTELNOVO NE' MONTI IL 1/12/1860 
1. ↑   Santuario di Maria Santissima del Carmelo, in Wikipedia, 27 marzo 2025. URL consultato il 19 agosto 2025.